# Дача Курчатова
Дача Курчатова (также Мензелинцева В. И., Кёлер А. С.) — особняк начала XX века в Мисхоре, построенный в 1907 году и перестроенный после 1913 года по проекту архитектора Н. П. Краснова. С 1950 по 1960 год — дача академика Курчатова, в настоящее время один из корпусов санатория «Дача Курчатова».

## История
28 апреля 1900 года нижегородский потомственный дворянин, председатель нижегородского Биржевого комитета, Василий Иванович Мензелинцев взял в аренду в Новом Мисхоре два участка (№ 2 площадью 647 квадратных саженей и № 4 — 634 квадратных саженей, всего 1281 квадратная сажень (примерно 58,3 сотки) рядом с особняком Шуваловых под строительство дачи. Договор аренды заключили на 60 лет с оплатой в первые тридцать лет по 500 рублей во вторые тридцать — по 625 рублей за оба участка. Автор проекта и строитель одноэтажной деревянной дачи на высоком цоколе неизвестны. В. И. Мензелинцев скончался 17 декабря 1903 года и был похоронен на кладбище Крестовоздвиженского монастыря. Семья Мензелинцевых, состоявшая из четырёх человек: Василия Ивановича, его жены Марии-Луизы Адольфовны Маттес, сына Александра Васильевича и дочери Марии Васильевны, пользовалась дачей до 1907 года.
6 сентября того года наследник Василия Ивановича Александр Васильевич Мензелинцев передал от имени себя, матери и сестры права и обязанности по аренде участков № 2 и № 4 после 1 января 1906 года вдове основателя российской фармацевтической промышленности Романа Кёлера Александре Сергеевне Кёлер и детям Софье, Борису и Зое. По желанию новых хозяев архитектор Н. П. Краснов на месте прежней деревянной дачи выстроил двухэтажный каменный особняк из мраморовидного известняка. Кроме главного корпуса имелись ещё сторожка и оранжерея. Точная дата постройки неизвестна, но в представленном в 1913 году в Академию художеств списке построенных Красновым шестидесяти объектов дачи Кёлера нет, на основании его исследователи делают вывод, что строительство было завершено после 1913 года. Известно, что на даче отдыхал композитор Игорь Стравинский, с которым дружил в своё время Роман Кёлер.

## После революции

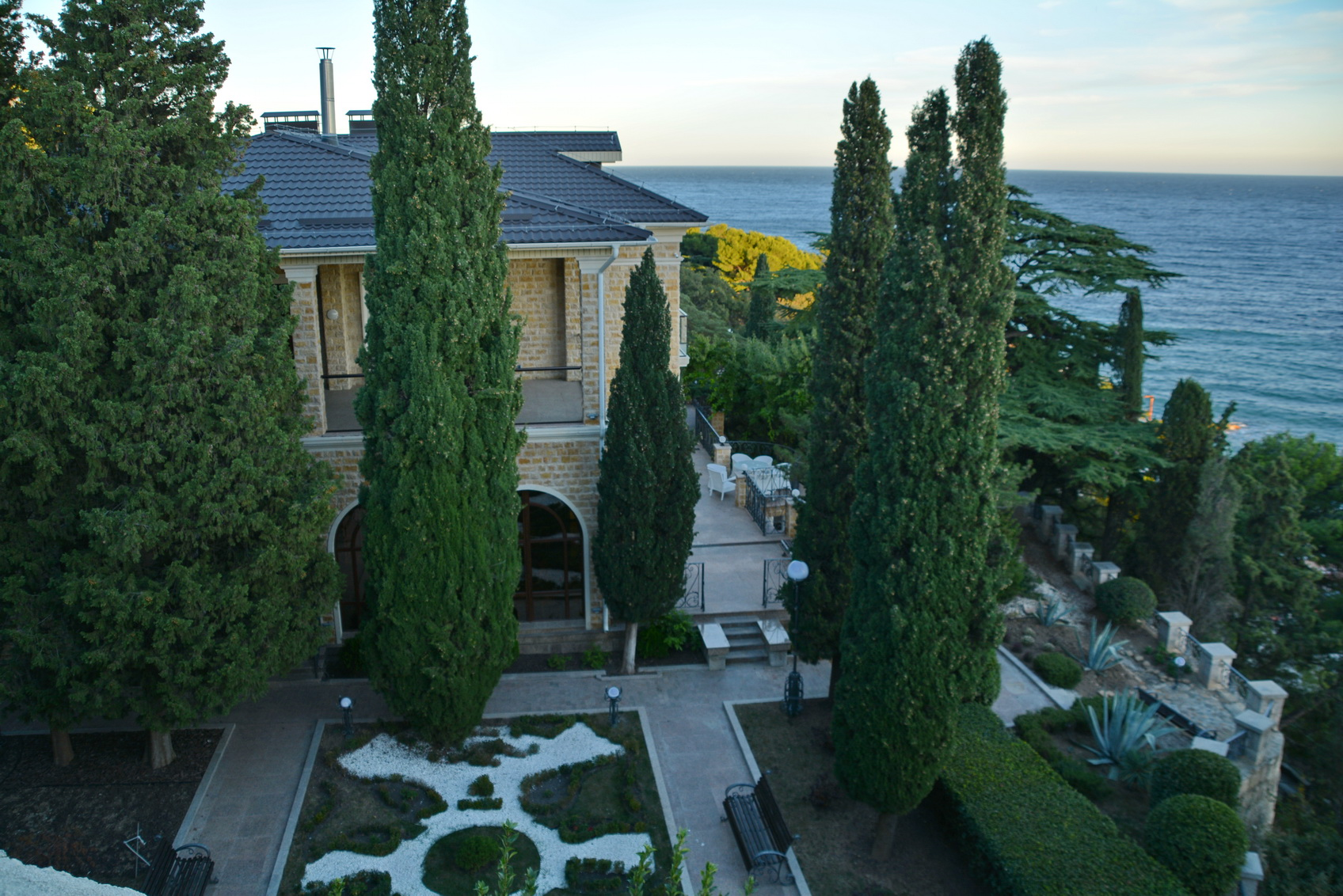
Современный вид.

Судьба хозяев дачи после революции не установлена. 16 декабря 1920 года приказом председателя Революционного комитета Крыма были изъяты «из частного владения как разных ведомств, так и частных лиц все имения Южного берега Крыма в районе от Судака до Севастополя включительно» и передавались в ведение специально созданного Управления Южсовхоза. Дача Кёллеров, видимо, как и все окрестные, вошла в организованый 1 июня 1923 года курпансион «Группа дач Мисхора», который с октября 1928 года стал санаторием «Коммунары». Дача пострадала в землетрясение 1927 года, но была отремонтирована.
11 июля 1950 года секретным распоряжением Совета Министров СССР выделен «…земельный участок для дачи И. В. Курчатова площадью 0,54 га в селении Мисхор Ялтинского района (бывшая дача Кёллера)». Для Курчатова здание отремонтировали, в том числе облицевали поверх мраморовидного известняка светло-коричневым песчаником. После смерти Курчатова в 1960 году хозяйкой дачи была его вдова Марина Дмитриевна, а после её кончины в 1969 году — брат Игоря Васильевича Борис Васильевич Курчатов. После его смерти в 1972 году Курчатовский институт выкупил дачу.
В настоящее время здание входит в санаторный комплекс «Дача Курчатова», в самой бывшей даче расположено приёмное отделение